# Talegenkendelse
Populært sagt er talegenkendelse det modsatte af talesyntese, det vil sige, at talegenkendelse betegner interaktionen mellem menneske og maskine som "tale-til-skreven tekst/kode", mens talesyntese betegner processen "skreven tekst-til-tale".
Talegenkendelsen opdeles typisk i to typer: Automatisk talegenkendelse og generel diktering. Førstnævnte relaterer sig til kommandostyret genkendelse af f.eks. tal (f.eks. overførsel mellem bankkonti) eller foruddefinerede navne (f.eks. bynavne ved billetbestilling). Den sidstnævnte skal i bredeste forstand kunne genkende en hvilken som helst sætning eller indtalt besked. 
I grænseområdet mellem disse to typer ligger den domænespecifikke diktering, f.eks. medicinsk diktering, som eksempelvis anvendes i forbindelse med EPJ-systemer, hvor man har udvalgt et (lingvistisk) begrænset område/domæne for at optimere genkendelsesprocenten i et system.
Generel diktering kan bruges som hjælpemiddel til personer, der har svært ved at stave som for eksempel ordblinde. Diktering er i dag tilgængelig for stort set alle på for eksempel smartphone og computer. 
I Danmark implementerer virksomheden Omilon kommercielle systemer med talegenkendelse i sundhedssektoren.
Dictus er en anden virksomhed der leverer dansk taleteknologi. Deres talegenkender har været anvendt ved ordblindhed.